# Lacina Traoré
Lacina Traoré, född 20 augusti 1990, är en ivoriansk tidigare fotbollsspelare (anfallare). Han kallas "The big tree" på grund av hans 203 cm. Han har under sin karriär spelat för bland annat CSKA Moskva, Kuban Krasnodar och Anzji Machatjkala.